# Rebecca Harms
Rebecca Harms (ur. 7 grudnia 1956 w Hambrock koło Uelzen) – niemiecka polityk, posłanka do Parlamentu Europejskiego VI, VII i VIII kadencji, współprzewodnicząca frakcji Zielonych i Wolnego Sojuszu Europejskiego.

## Życiorys
W 1975 zdała egzamin maturalny. Kształciła się w zawodzie architekta krajobrazu. Zajmowała się również tworzeniem filmów dokumentalnych. W latach 1984–1988 pełniła funkcję asystentki eurodeputowanej Undine von Blottnitz.
Należy do niemieckich Zielonych. W latach 1994–2004 była posłanką do parlamentu Dolnej Saksonii, od 1998 przewodniczyła grupie deputowanych swojego ugrupowania w landtagu. W 2004 została wybrana do Parlamentu Europejskiego. Zasiadała w Komisji Przemysłu, Badań Naukowych i Energii. W 2006 zamówiła u dwóch brytyjskich naukowców TORCH (The Other Report on Chernobyl), alternatywny raport o zdrowotnych i ekologicznych skutkach katastrofy w Czarnobylu, krytyczny wobec raportu Forum Czarnobyla z września 2005. W wyborach w 2009 z powodzeniem ubiegała się o reelekcję, została współprzewodniczącą frakcji Zielonych i Wolnego Sojuszu Europejskiego. W 2014 odnowiła mandat poselski na kolejną kadencję, pozostając współprzewodniczącą grupy zielonych (do 2016).

## Odznaczenia
- Order Księżnej Olgi III klasy (Ukraina, 2008)[5]
- Medal jubileuszowy „25 lat niepodległości Ukrainy” (Ukraina, 2016)[6]
- Krzyż Oficerski Orderu „Za Zasługi dla Litwy” (Litwa, 2019)[7]